# Спайло, Арен
А́рен Спа́йло (англ. Ahren Spylo; род. 6 декабря 1983, Уотерлу, Онтарио) — канадский хоккеист, играющий на позиции нападающего.

## Биография
Начал профессиональную карьеру в 17-летнем возрасте, отыграв 4 года в лиге провинции Онтарио, выступая за такие клубы, как «Уинсор Спитфайрз» и «Ошава Дженералз». На драфте 2002 года выбран клубом «Нью-Джерси Девилз» в 3-м раунде под общим 85-м номером.
Когда играть в OHL стало нельзя в силу возраста, перешёл в фарм-клуб «Девилз» — «Олбани Ривер Рэтс». Три относительно удачных сезона в AHL не принесли ему ощутимой выгоды: шанса заиграть в НХЛ он так и не получил.
В 2006 году впервые покинул родной континент, с целью попробовать себя в Европе. Параллельно с этим он получил немецкое гражданство и поменял фамилию на Спайло.

«Просто у нас особая семья. В детстве меня больше звали по фамилии матери — Ниттель, но в канадском паспорте у меня двойная фамилия Ниттель-Спайло. Получая немецкое гражданство, я попросил по воле отца поставить его фамилию, так что в Европе меня больше знают как Спайло», — разъяснил хоккеист.
— allhockey
В составе хоккейного клуба «Давос» Арен стал обладателем кубка Шпенглера 2006, тем самым, завоевав свой первый трофей в карьере. Уже по ходу сезона 2006/2007 Спайло перебрался в немецкий чемпионат, в клуб «Гамбург Фризерс». В следующем сезоне, выступая за «Нюрнберг Айс Тайгерс», был приглашён на матч звёзд немецкой хоккейной лиги (DEL).
В сезоне 2008/09 перешёл в подмосковный клуб «Витязь» и дебютировал на уровне новообразованной Континентальной хоккейной лиги. В КХЛ провёл 28 матчей, забросил 12 шайб и отдал 7 результативных передач и даже возглавлял гонку бомбардиров регулярного сезона, но после яркого старта его замучили травмы и вскоре контракт с хоккеистом был расторгнут. После «Витязя» пробовал свои силы за океаном и Германии, а затем прочно обосновался в Швейцарии, где на протяжении шести сезонов выступал в составе клуба «Биль».